# リスのおもちゃ合戦
『リスのおもちゃ合戦』（リスのおもちゃがっせん、原題：Toy Tinkers）は、ウォルト・ディズニー・プロダクション（現：ウォルト・ディズニー・カンパニー）が製作した1949年12月16日公開のアニメーション短編映画作品。ドナルドダック・シリーズの第90作である。

## あらすじ
クリスマスの準備をしていたドナルドの家で、たくさんのクルミを見つけたチップとデール。2匹はそのクルミを持って帰ろうとするが・・・。

## スタッフ
- 製作：ウォルト・ディズニー
- 監督：ジャック・ハンナ
- 脚本：ハリー・リーブス、ミルト・バンタ
- 音楽：ポール・J・スミス
- 美術：エール・グレイシー
- 背景：
- 原画：ヴォルス・ジョーンズ、ボブ・チャールソン、ビル・ジャスティス

## キャスト
| キャラクター   | 原語版                   | 旧吹き替え版 | 新吹き替え版 |
| -------------- | ------------------------ | ------------ | ------------ |
| ドナルドダック | クラレンス・ナッシュ     | 関時男       | 山寺宏一     |
| チップ         | ジェームズ・マクドナルド | 土井美加     | 滝沢ロコ     |
| デール         | デジー・フリン           | 後藤真寿美   | 稲葉実       |
| ナレーター     | -                        | 江原正士     | -            |

## 日本での公開

### 収録
- 『ミッキーのクリスマス大作戦』（DVD、ブエナ・ビスタ・ホーム・エンターテイメント、新吹き替え版
- 『ドナルドダック・クロニクル Vol.3 限定保存版』（DVD、ブエナ・ビスタ・ホーム・エンターテイメント、新吹き替え版）